# Christiane F.
Christiane F.  (født Vera Christiane Felscherinow den 20. maj 1962) er en tysk tidligere heroinmisbruger, berømt for den selvbiografiske bog Wir Kinder vom Bahnhof Zoo og filmen af samme navn, der beskriver hendes kamp med stofmisbrug i teenageårene.

## Tidlige liv
Christiane blev født i Hamburg, men flyttede som ganske lille med familien til Vestberlin. Familien slog sig ned i bydelen Gropiusstadt i Neukölln. Området bestod mest af boligblokke med socialt belastede familier. Christianes far var dybt alkoholisk og terroriserede familien. Det medførte, at forældrene blev skilt. Da Christiane var 12 år gammel, begyndte hun i den lokale ungdomsklub at ryge cannabis sammen med en gruppe af lidt ældre venner. De begyndte lige så stille at eksperimentere med stærkere stoffer som LSD og forskellige former for piller, og hun prøvede heroin. Da hun var 14 år gammel, var hun junkie og prostitueret ved jernbanestationen Bahnhof Zoo.

## Tilblivelsen af Christiane F.

### Bogen
To journalister fra nyhedsmagasinet Stern, Kai Herrmann og Horst Rieck, mødte Christiane F i 1978 i Berlin, da hun vidnede imod en mand, som gav pigerne heroin, hvis de gik i seng med ham. Journalisterne ville tage problemet med teenagestofmisbrugere i Berlin op; det var et stort tabu. De aftalte et interview med Christiane, som skulle vare to timer. Det endte med en interviewperiode på to måneder, hvor hun leverede et dybdegående indblik i livet med stoffer og prostitution, som hun og andre unge i Vestberlin oplevede det i 1970'erne. Det blev til en artikelserie om afhængighed i magasinet Stern baseret på interview med Christiane.
Stern Publishing besluttede at udgive en bog, fordi interviewene var så omfattende. Det blev til bogen Wir Kinder vom Bahnhof Zoo fra 1979. Bogen er fortællingen om hendes liv i årene 1975-1978, hvor hun var 12-15 år. Den fortælles i første person fra Christianes synspunkt. De to journalister fungerede som ghostwriters. Men mange andre tilbød også deres versioner af historien, eksempelvis Christianes mor og andre, som oplevede det stigende stofmisbrug i Berlin. Bogen fortæller også om Christianes venner, om afhængighed og om forskellige kendte steder, hvor man tog stoffer i Berlin.

### Filmen
I 1981 blev bogen filmatiseret. Instrueret af Uli Edel og produceret af Bernd Eichinger og Hans Weth. I Tyskland hed filmen Wir Kinder vom Bahnhof Zoo og i Danmark Christiane F. – Wir Kinder vom Bahnhof Zoo. Herman Weigel skrev manuskriptet. Christiane var rådgiver på filmen, men optrådte ikke selv i den. Store dele af filmen er optaget on location på Gropiusstadt og Bahnhof Zoo. David Bowie, som var Christianes favoritsanger, optrådte i filmen som sig selv i en koncert, og leverede musikken til filmen; den blev udgivet i 1981 på albummet Christiane F.

## Efter Christiane F.
Efter succesen med bogen og filmen blev Christiane F. en berømthed i Tyskland og andre vesteuropæiske lande. En subkultur i Tyskland af teenagepiger begyndte at efterligne hendes stil, og Bahnhof Zoo blev en turistattraktion. Det overraskede mange eksperter i stofmisbrug blandt unge: de frygtede, at filmens mørke og uhyggelige scener var så grumme, at de sårbare unge ville se Christiane som et forbillede. Bogen blev oversat til de store sprog i Vesteuropa og solgte så godt, at Christiane kunne leve af royalties.
I begyndelsen af 1980'erne udgav hun sammen kæresten Alexander Hacke en del singler under bandnavnet Sentimentale Jugend. I 1983 medvirkede de begge i den tyske film Decoder.
Hun boede i USA og Grækenland, før hun vendte tilbage til Tyskland i 1993. Hun kæmper stadig med sin stofafhængighed, efter hun begyndte at tage heroin igen, da hun var i starten af 20'erne. Men i 1994 kom hun i et metadonprogram, en behandlingsform, hun hyppigt vender tilbage til. Hun har været fængslet for stofrelaterede anklager. Hendes søn blev født i 1996 i en lejlighed i området ved Potsdam-Mittelmark. Christiane flyttede omkring 2009 til Amsterdam sammen med sønnen, men faldt tilbage til stofmisbrug igen og mistede forældremyndigheden over sønnen under et besøg i Berlin i august 2008.
Christiane modtager stadig mails fra fans og bliver kontaktet af de tyske medier for at høre, hvordan det går.

## Diskografi
- "Wunderbar" (1982).
- "Gesundheit!" (12"), Posh Boy (1982).
- "CHRISTIANA – Final Church" (Maxi-single, 1982).
- "Wunderbar / Health Dub" (12"), Playhouse (2003).

## References
1. ↑  Christiane F. tilbage på sprøjten

 Der er for få eller ingen kildehenvisninger i denne artikel, hvilket er et problem. Du kan hjælpe ved at angive troværdige kilder til de påstande, som fremføres i artiklen.